# Makabi Ironi Ašdod

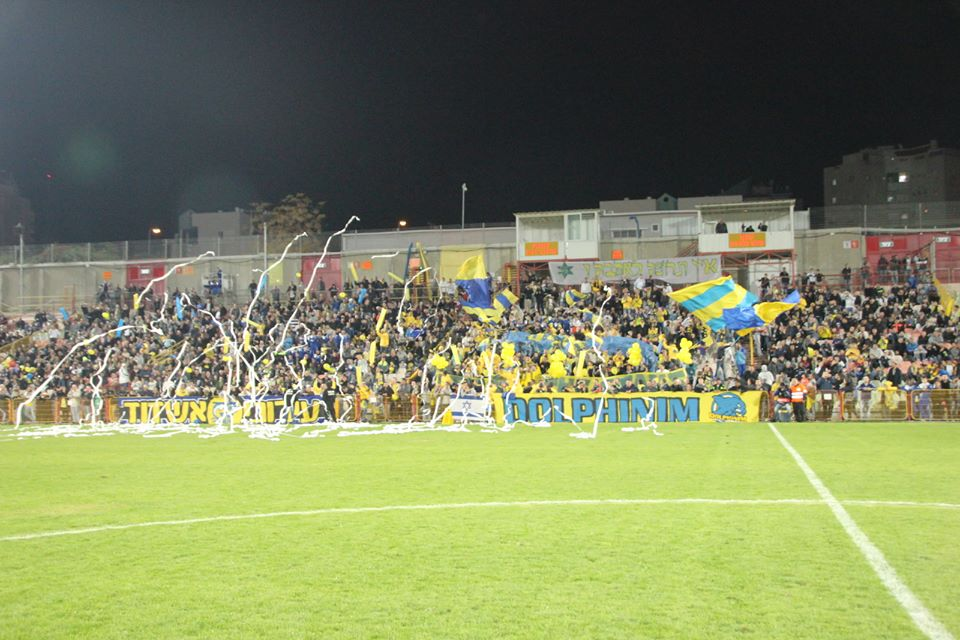
Žlutá strana v derby v ašdodské hře

Makabi Ironi Ašdod (hebrejsky מכבי עירוני אשדוד) je izraelský fotbalový klub z města Ašdod. Byl založen roku 1961. Tým hrál v první divizi Izraele v letech 1993-1999.

## Historie

### Jméno klubu v průběhu let
- 1961: Makabi Ašdod.
- 1981: Makabi Ironi Ašdod (Sloučila s Beitar Ashdod).
- 1999: Klub byl v důsledku konsolidace smazán.
- 2015: Makabi Ironi Ašdod (Byla přestavěna v poslední izraelské lize).